# Wrotham
Wrotham (engelskt uttal: [ˈruːtəm]) är en ort och civil parish i grevskapet Kent i sydöstra England. Orten ligger i distriktet Tonbridge and Malling, cirka 9 kilometer nordost om Sevenoaks och cirka 7 kilometer nordväst om West Malling. Tätorten (built-up area) hade 1 960 invånare vid folkräkningen år 2021.